# Ildeberto Gama
Ildeberto Gama (1956 - ) é um aderecista, designer de cena e marionetista português.
Fundador em 1985, com José Carlos Barros, Norberto Ávila e outros, das Marionetas de Lisboa. Mestre em Teatro - Especialização Teatro e Comunidade, pela Escola Superior de Teatro e Cinema, foi até fins de 2010 responsável pelo sector de adereços do Teatro Nacional D. Maria II, onde ingressou em 1978. Esteve na génese, em 2007 com Amândio Anastácio , de um novo projecto de teatro de marionetas com a designação de Alma d'Arame, em Montemor-o-Novo, desvinculando-se por completo do projecto no início de 2016.
Membro fundador, em 1989, da UNIMA-P,  União da Marioneta Portuguesa - Centro Português da UNIMA, Union Internationale de la Marionnette , foi eleito em 2014 Presidente da Assembleia-Geral até Janeiro de 2021, quando foi eleito  para Presidente da Direcção.